# عثمان جونيور
عثمان جونيور (بالبرتغالية: Osman‏) هو لاعب كرة قدم برازيلي في مركز الوسط، ولد في 29 أكتوبر 1992 في ساو باولو في البرازيل. لعب مع نادي سانتوس.

## وصلات خارجية
- عثمان جونيور على موقع دوري كوريا الجنوبية (الإنجليزية)
- عثمان جونيور على موقع قاعدة بيانات كرة القدم.إي يو (الإنجليزية)
- عثمان جونيور على موقع Soccerway.com (الإنجليزية)